# Гусейнов, Кардашхан Меджид оглы
Кардашхан Меджид оглы Гусейнов (азерб. Qardaşxan Məcid oğlu Hüseynov; 1894, Карягинский уезд — 12 мая 1963, Физулинский район) — советский азербайджанский хлопковод, Герой Социалистического Труда (1948).

## Биография
Родился в 1894 года в селе Молламагеррамли Карягинского уезда Елизаветпольской губернии (ныне Физулинский район Азербайджана).
С 1932 года колхозник, председатель колхоза имени Ленина, гидротехник колхоза «1 Мая» Физулинского района. В 1947 году получил урожай хлопка 90,02 центнеров с гектара на площади 12 гектаров.
Указом Президиума Верховного Совета СССР от 10 марта 1948 года за получение в 1947 году высоких урожаев хлопка Гусейнову Кардашхану Меджид оглы присвоено звание Героя Социалистического Труда с вручением ордена Ленина и золотой медали «Серп и Молот».
Активно участвовал в общественной жизни Азербайджана. Член КПСС с 1940 года. Делегат 17 съезда КП Азербайджана.
Скончался 12 мая 1963 года в родном селе.